# Rabo-de-palha-de-cauda-vermelha
Rabo-de-palha-de-cauda-vermelha (nome científico: Phaethon rubricauda) é uma espécie de ave marinha da família Phaethontidae, nativa das regiões tropicais dos oceanos Índico e Pacífico. Uma das três espécies relacionadas de rabos-de-palha  (Phaethontidae), foi descrita por Pieter Boddaert em 1783. Parecendo com uma andorinha-do-mar na aparência, tem plumagem quase toda branca com uma máscara preta e um bico vermelho. Os sexos têm plumagem semelhante. Como referenciado no nome comum, os adultos têm uma cauda em serpentina vermelha com cerca de duas vezes o comprimento do corpo. Quatro subespécies são reconhecidas, mas há evidências de variação clinal no tamanho do corpo - com pássaros menores no norte e maiores no sul - e, portanto, nenhuma base para subespécies.
O o rabo-de-palha-de-cauda-vermelha come peixes - principalmente peixes-voadores e lulas - depois de capturá-los mergulhando no oceano. A nidificação ocorre em colônias esparsas em ilhas oceânicas; o ninho em si é um arranhão encontrado na face de um penhasco, em uma fenda ou em uma praia arenosa. Um único ovo é posto e depois incubado por ambos os sexos por cerca de seis semanas. Os pais fazem longas viagens de busca de alimento de cerca de 150 horas durante a incubação, mas uma vez que o filhote eclode, os pais especializam seu forrageamento: um alimenta o filhote por algumas horas de cada vez, enquanto o outro faz viagens muito mais longas para se alimentar.
Esta ave é considerada uma espécie pouco preocupante de acordo com a União Internacional para Conservação da Natureza (IUCN), embora seja adversamente afetada pelo contato humano. Ratos e gatos selvagens se alimentam de ovos e filhotes nos locais de nidificação. As serpentinas da cauda do pássaro já foram apreciadas por alguns povos havaianos e maoris.

## Taxonomia
O naturalista britânico Sir Joseph Banks encontrou o rabo-de-palha-de-cauda-vermelha no Oceano Pacífico em março de 1769 na primeira viagem de James Cook, observando que era uma espécie diferente do conhecido rabo-de-palha-de-bico-vermelho. Ele deu o nome de Phaeton erubescens. Foi o polímata francês Georges-Louis Leclerc, conde de Buffon, que descreveu formalmente a espécie em sua Histoire Naturelle des Oiseaux em 1781, observando que era natural da Ilha de França (Ilhas Maurício). A ave também foi ilustrada em uma placa colorida à mão gravada por François-Nicolas Martinet nos Planches Enluminées D'Histoire Naturelle, produzidos sob a supervisão de Edme-Louis Daubenton para acompanhar o texto de Buffon. Buffon não incluiu um nome científico em sua descrição, mas em 1783 o naturalista holandês Pieter Boddaert cunhou o nome binomial Phaethon rubricauda em seu catálogo dos Planches Enluminées. O nome do gênero é derivado do grego antigo phaethon, "sol", enquanto o epíteto da espécie vem das palavras latinas ruber "vermelho" e cauda "cauda". O ornitólogo inglês John Latham escreveu sobre o rabo-de-palha-de-cauda-vermelha em 1785 em sua Sinopse Geral dos Pássaros, registrando-o como comum em Maurício e no Pacífico sul. Ele também relatou um rabo-de-palha de bico preto coletado na Ilha de Palmerston que acabou na coleção de Banks. Latham não deu a eles nomes binomiais, no entanto. Coube ao naturalista alemão Johann Friedrich Gmelin descrever a espécie, o que ele fez como Phaeton phoenicuros e P. melanorhynchos, respectivamente, na 13ª edição do Systema Naturae em 1788. Latham mais tarde descreveu este espécime de bico preto como o pássaro tropical da New Holland, dando-lhe o nome de Phaethon novae-hollandiae.
O naturalista britânico Walter Rothschild revisou os nomes e espécimes descritos em 1900 e concluiu que o uso original de P. erubescens era um nomen nudum . Ele concluiu que as populações de Lord Howe, Norfolk e Kermadec Islands pertenciam a uma subespécie distinta que ele chamou de P. rubicauda erubescens, devido ao seu maior tamanho geral, bico mais robusto e coloração avermelhada proeminente em sua plumagem. Ele também classificou P. melanorhynchus e P. novae-hollandiae como juvenis. O ornitólogo amador australiano Gregory Mathews aplicou o nome P. rubricauda roseotinctus a P. rubricauda erubescens de Rothschild.
Os maori da Nova Zelândia chamam-no de amokura e os havaianos nativos koaʻ eʻ ula .
Seu parente mais próximo é o rabo-de-palha-de-bico-laranja (P. lepturus), sendo que a divisão entre seus ancestrais ocorreu cerca de quatro milhões de anos atrás.
Quatro subespécies são reconhecidas pelo COI: 
- P. r. rubricauda Boddaert, 1783 a subespécie nominal, do Oceano Índico ocidental. Espécimes subsequentes das Ilhas Cocos (Keeling) foram alocados a este táxon.[16]
- P. r. westralis Mathews, 1912 do Oceano Índico oriental. Mathews o descreveu como separado por causa de suas asas maiores.[17] Uma análise mais extensa em 1989 mostrou que a asa e o tamanho do bico se sobrepõem entre esta e a subespécie nomeada, deixando a intensidade da cor como a única característica distintiva.[16]
- P. r. roseotinctus Mathews, 1926 do sudoeste do Oceano Pacífico, incluindo populações nas ilhas Kermadec, Lord Howe, Norfolk e Raine.[16]
- P. r. melanorhynchos Gmelin, 1789 do oeste, centro e sul do Oceano Pacífico, incluindo populações nas Ilhas Cook, Tonga, Samoa, Marquesas e Ilhas da Sociedade.[16]

O ornitologista Mike Tarburton revisou as subespécies conhecidas em 1989 e concluiu que nenhuma era válida, observando que havia uma mudança clinal no tamanho das espécies: as do Atol Kure no Pacífico Norte sendo as menores, e as das ilhas Kermadec no Pacífico Sul, sendo as maiores. Ele também notou que a coloração rosa era mais intensa na nova plumagem e desbotava após alguns anos em espécimes de museu.

## Descrição

Visão próxima da cabeça mostrando marcas em formato de vírgula

O rabo-de-palha-de-cauda-vermelha mede de 95 a 104 cm em média, que inclui os 35 cm (14 in) da cauda em serpentina, e pesa cerca de 800 g (28 oz) . Tem uma envergadura de 111 a 119 cm . Tem uma construção aerodinâmica, mas sólida, com plumagem quase toda branca,  muitas vezes com uma coloração rosa. Os sexos são semelhantes em plumagem. Uma faixa marrom-escura em forma de vírgula se estende desde as loro, passando pelos olhos e alcançando as proteções das orelhas. A íris é marrom escura.  O bico é vermelho brilhante, ligeiramente mais pálido na base e preto ao redor das narinas. As pernas e a base dos dedos são azul-claro-malva, enquanto a membrana e o resto dos dedos são pretos. As penas brancas da cabeça e da garupa ocultam as bases marrom-escuras, enquanto as do manto, dorso, retrizes da cauda e abrigos da cauda têm bases do eixo marrom-escuras. As duas penas da cauda longa são laranja ou vermelhas com bases brancas em cerca de um décimo de seu comprimento, e podem ser difíceis de ver quando o pássaro está voando. As asas brancas são marcadas por manchas escuras em forma de V nos terciais, e as hastes escuras das penas de voo primárias são visíveis.  O tom rosado é geralmente mais pronunciado nos remanescentes da asa superior. A muda ocorre fora da época de reprodução, as serpentinas sendo substituídas antes do resto das penas. Serpentinas são substituídas a qualquer momento, uma crescendo enquanto a outra é perdida, e velhas serpentinas podem espalhar-se pela área ao redor de uma colônia de reprodução. 
Os pintinhos recém-nascidos são cobertos por uma penugem fina, longa e cinza-esbranquiçada, que é mais clara na cabeça. A penugem é mais grisalha em pintinhos mais velhos. Os pintinhos sua maioria têm penas residuais nas partes inferiores e sob as asas após seis semanas, e se tornam totalmente emplumados por 11 semanas.  Aves juvenis têm testa, queixo, garganta e parte inferior de um branco brilhante, e barragens e escamas pretas proeminentes na coroa, nuca, manto, dorso, nádega e na asa superior.  Seus bicos são cinza-escuro com base cinza-azulada clara e pernas e pés cinza 
Nas águas australianas, o rabo-de-palha-de-cauda-vermelha pode ser confundido com a gaivota prateada (Chroicocephalus novaehollandiae) ou várias espécies de andorinhas-do-mar, embora seja maior e mais pesado, com uma cauda em forma de cunha. Seu bico vermelho e asas mais totalmente brancas o distinguem do pássaro tropical adulto de cauda branca. Os rabos-de-palha-de-cauda-vermelho imaturos também podem ser distinguidos dos pássaros tropicais de cauda branca imaturos por seus bicos parcialmente vermelhos em vez de amarelos. 
O rabo-de-palha-de-cauda-vermelha é geralmente silencioso durante o voo. Além das exibições durante o namoro, os pássaros podem dar um grito curto de saudação ao parceiro ao chegar ou sair do ninho. Os pássaros dão um grunhido baixo como um grito de defesa, e os jovens tagarelam repetidamente como um grito implorando - feito sempre que os pais estão por perto. 

## Distribuição e habitat
O rabo-de-palha-de-cauda-vermelha abrange o sul do Oceano Índico e o Pacífico oeste e central, da costa africana à Indonésia, as águas ao redor do sul do Japão, passando pelo Chile  e pelas ilhas havaianas, onde são mais comuns nas ilhas do noroeste. Frequenta áreas do oceano com temperaturas de água de 24 a 30 graus Celsius, salinidade abaixo de 35% no hemisfério sul e 33,5% no hemisfério norte. No Oceano Pacífico, o limite sul de sua faixa estende-se ao longo da isoterma de superfície de verão de 22 graus Celsius. 
As aves se dispersam amplamente após a reprodução. Evidências sugerem que as aves no Oceano Índico seguem ventos predominantes para oeste e indivíduos jovens marcados em Sumatra e na Austrália Ocidental foram recuperados nas Ilhas Maurício e Reunião, respectivamente. A marcação de aves no Atol de Kure sugere que os pássaros no Pacífico Norte se dispersam na direção leste, seguindo os ventos predominantes ali. Ventos fortes podem levá-los para o interior ocasionalmente, o que explica alguns registros de avistamentos fora da costa e seus habitats preferidos. 
O Atol Johnston é a maior colônia mundial de pássaros tropicais de rabos-de-palha-de-cauda-vermelha, com 10 800 ninhos em 2020. Na área do Pacífico, nidifica nos territórios australianos das ilhas Norfolk e Lord Howe, e nas ilhas de coral de Queensland (incluindo a Ilha Raine e a Ilha Lady Elliot).  Em meados de 2020, cientistas australianos encontraram um pássaro na Ilha Lady Elliott que eles haviam marcado 23 anos antes como um filhote, mas não tinham visto desde então, que voltou para se reproduzir na ilha. Em território da Nova Zelândia, reproduz-se nas ilhas Kermadec .  Em outras partes do Pacífico, ele se reproduz em Fiji, Nova Caledônia, Polinésia Francesa, Havaí  - com uma grande colônia no Atol Kure - as Ilhas Cook, Ilha Pitcairn e ilhas ao largo do Japão e Chile. 
Existem grandes colônias de reprodução na Ilha Europa, Aldabra e na Ilha Christmas no Oceano Índico, com colônias menores em Madagascar, onde nidifica na pequena ilha de Nosy Ve, nas Seychelles e nas Ilhas Maurício.  Também é encontrado no território australiano das Ilhas Cocos (Keeling) no Oceano Índico. As águas quentes da Corrente de Leeuwin facilitam a nidificação das espécies no Cabo Leeuwin, no sudoeste da Austrália, embora seja apenas um visitante raro de New South Wales em latitudes correspondentes na costa leste australiana.  Também nidifica em Ashmore Reef e Rottnest Island ao largo da Austrália Ocidental, bem como Sugarloaf Rock em Cape Naturaliste e Busselton no próprio litoral da Austrália Ocidental. 

É um visitante ocasional de Palau, e a reprodução na região foi registrada em ilhas do sudoeste, e pela primeira vez em Guam em 1992. É uma ave incomum na Nova Zelândia propriamente dita, onde foi registrado no norte da Ilha do Norte, especialmente nas Ilhas dos Três Reis. É muito raro na América do Norte, com registros da Califórnia e na Ilha de Vancouver.

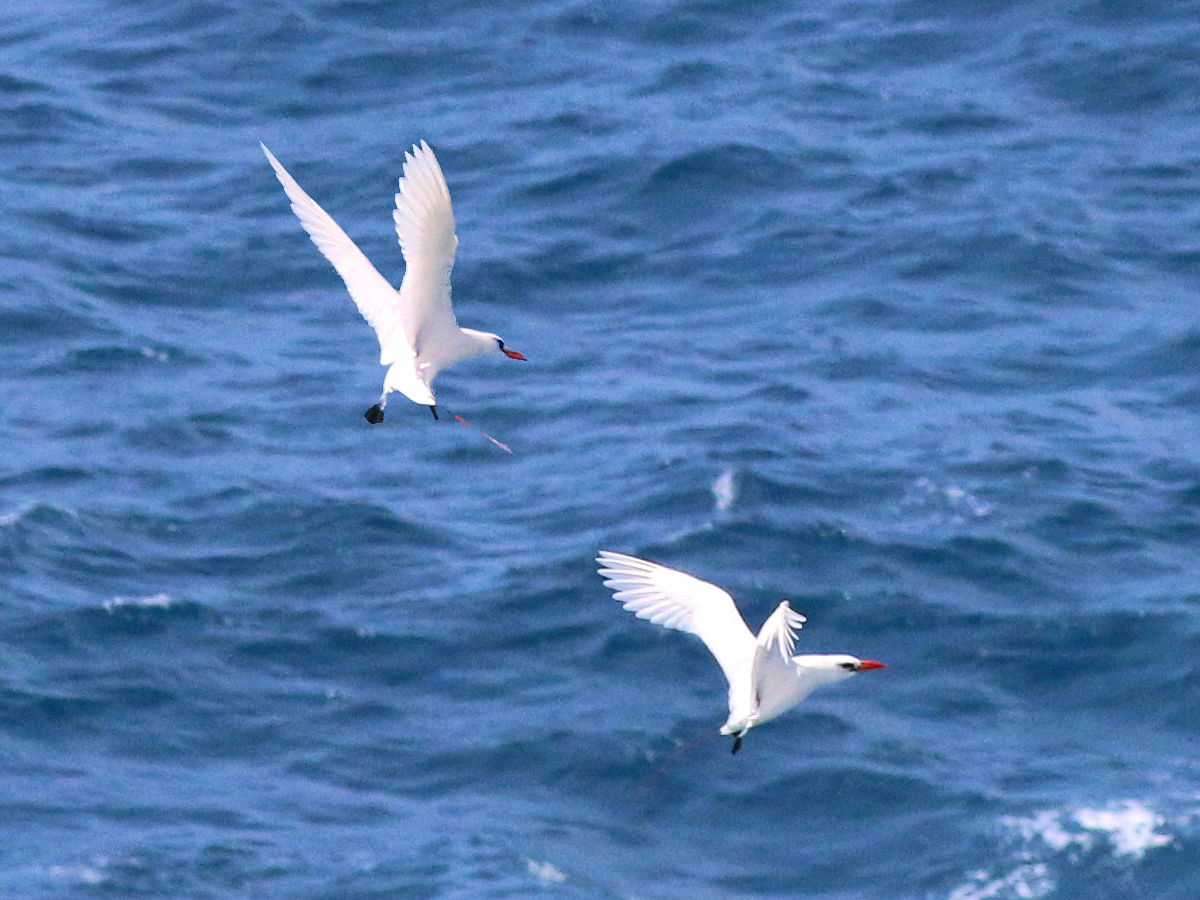
Ritual de namoro voando para trás. Kīlauea Point, Havaí

### Reprodução

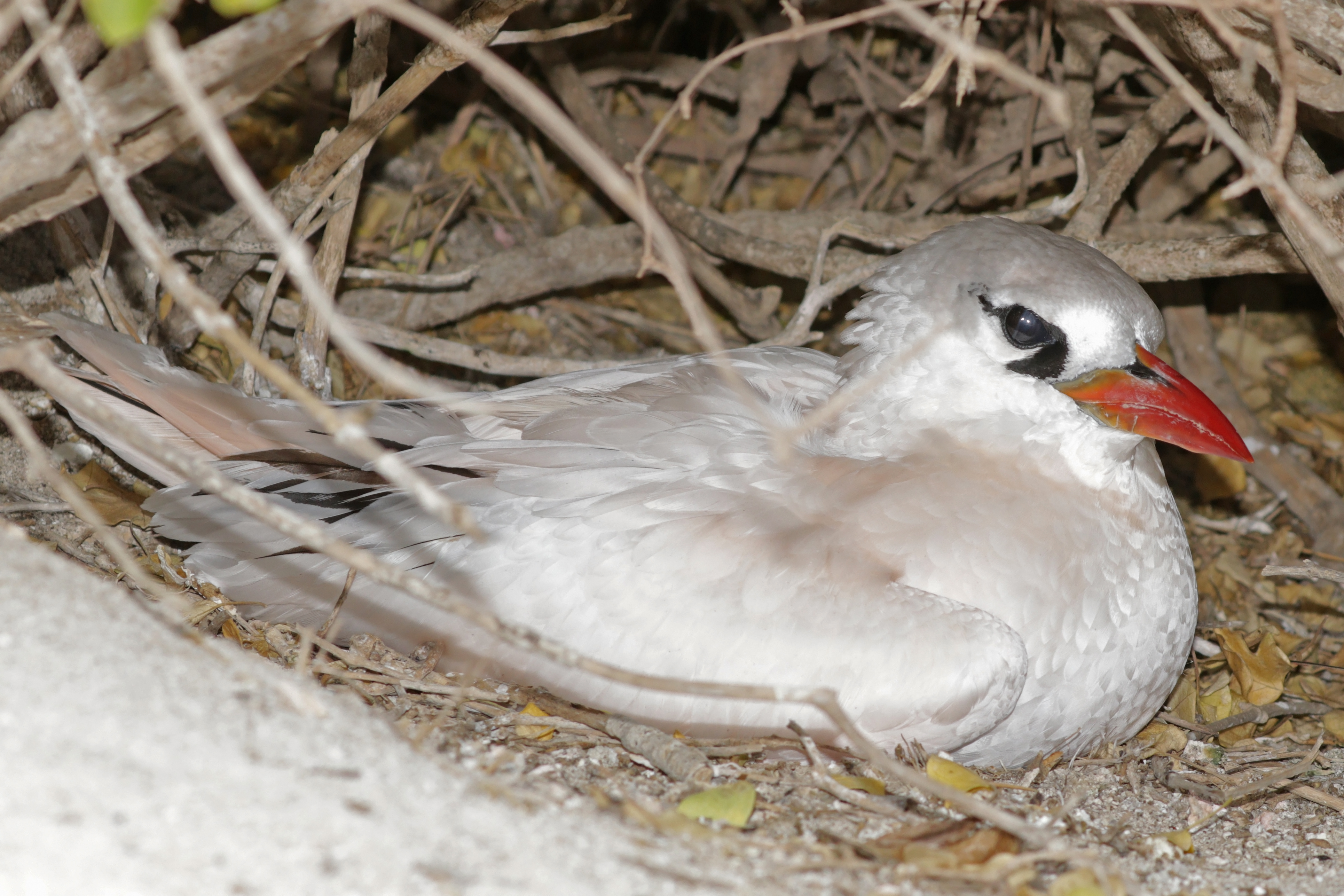
P. r. rubricuada aninhando em Nosy Ve

Acredita-se que o rabo-de-palha-de-cauda-vermelha seja monogâmico, e que pares permaneçam ligados ao longo de sucessivas temporadas de reprodução, embora informações como idade no primeiro cruzamento e formação de pares não sejam conhecidas. Nidifica em colônias soltas, em ilhas, penhascos rochosos, atóis de coral e ilhotas. Raramente nidifica em grandes extensões de terra, embora o tenha feito no sul da Austrália Ocidental. O ninho em si é um arranhão raso, na areia sombreada ou em uma fenda rochosa, ou embaixo de um arbusto. Como o rabo-de-palha-de-cauda-vermelha  não anda bem, ele pousa voando contra o vento, parando e caindo no chão. O ninho está muitas vezes localizado dentro de 1 metro da borda do arbusto (ou outra área sombreada) para minimizar a distância a pé. O rabo-de-palha-de-cauda-vermelha geralmente escolhe arbustos com menos hastes para acessibilidade.

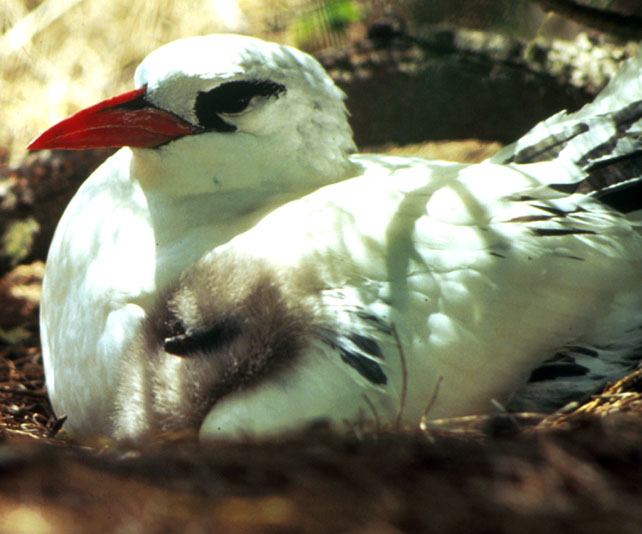
Nidificando e abrigando filhotes sob sua asa

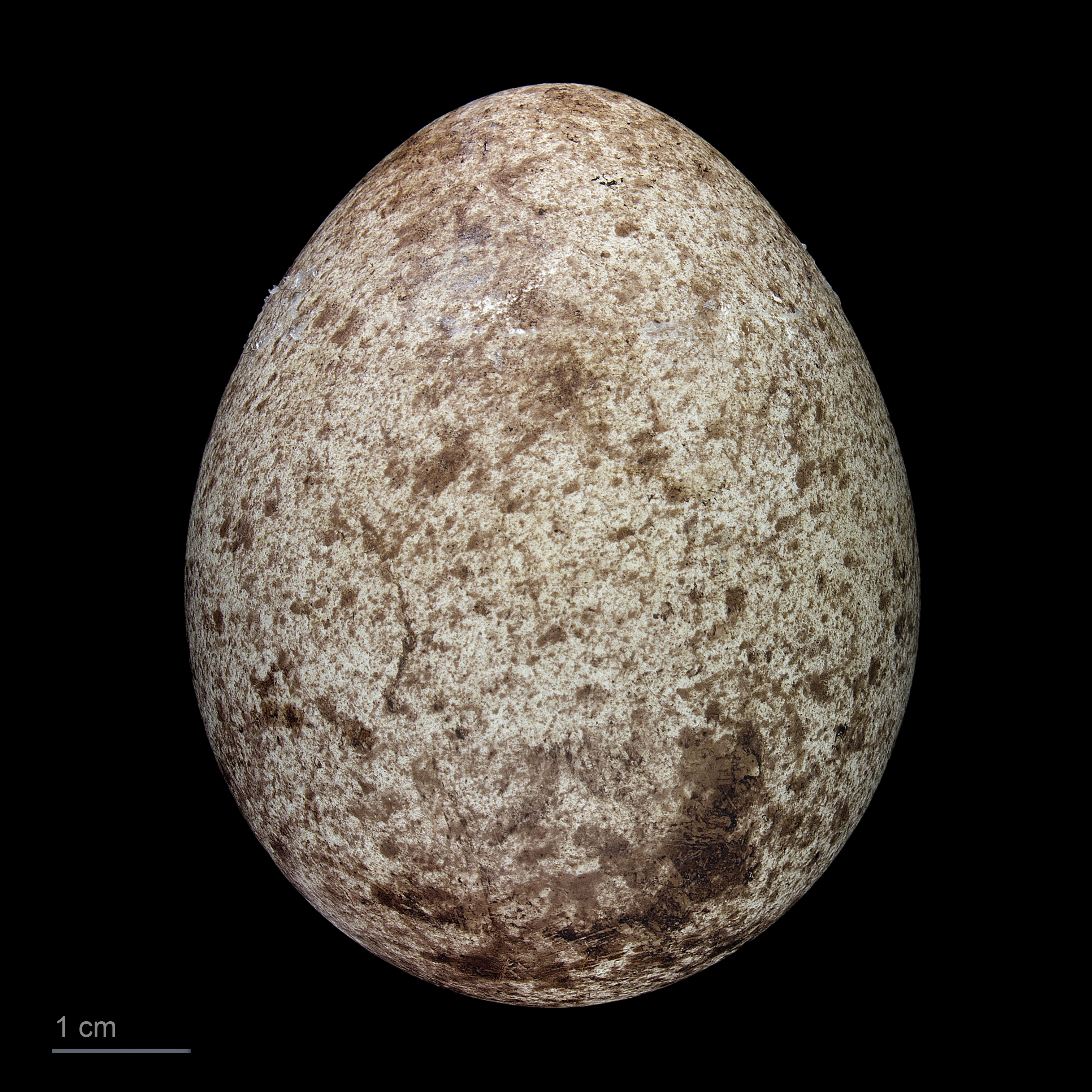
Ovo no museu de Toulouse

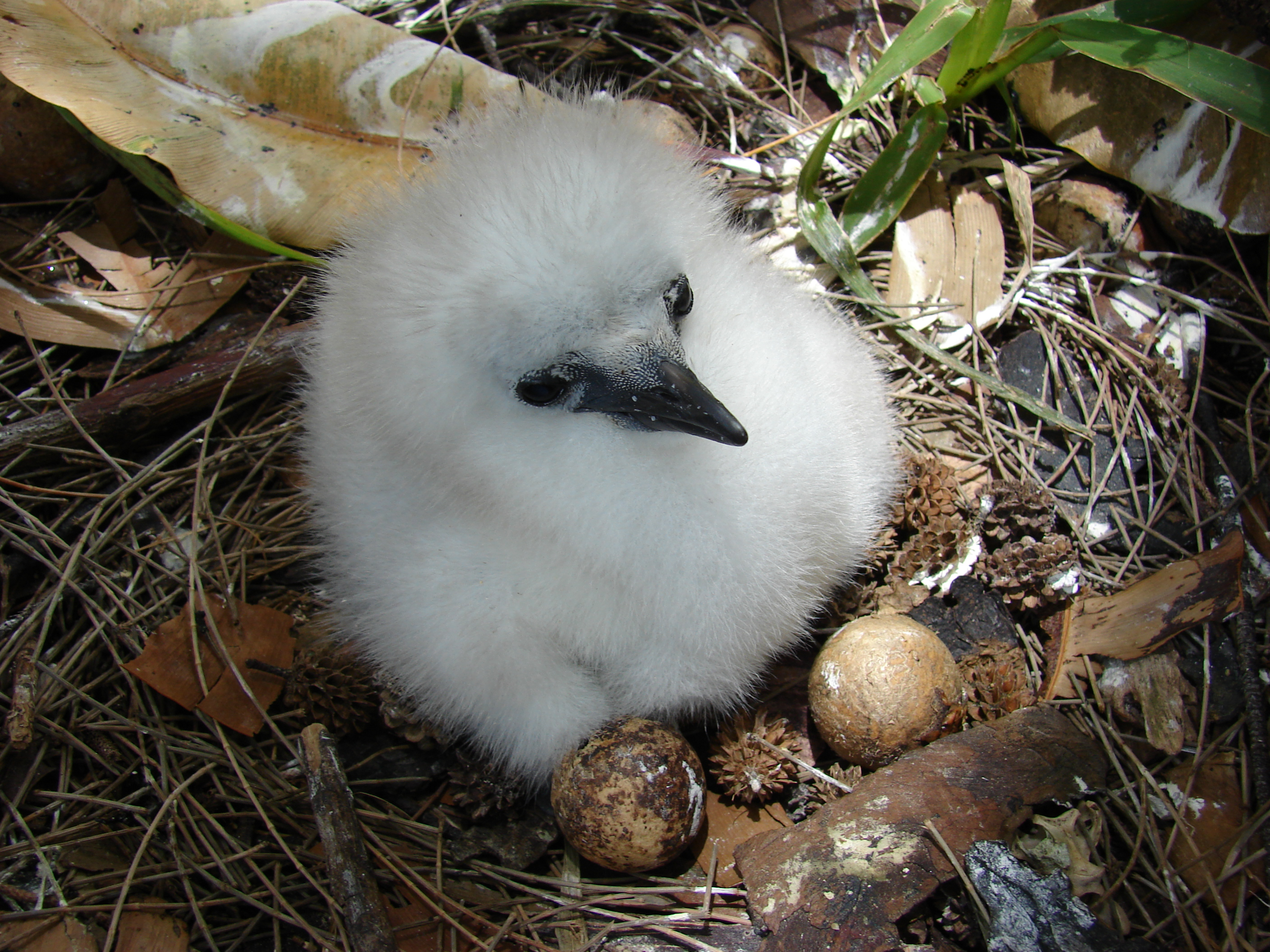
Filhote com penugem

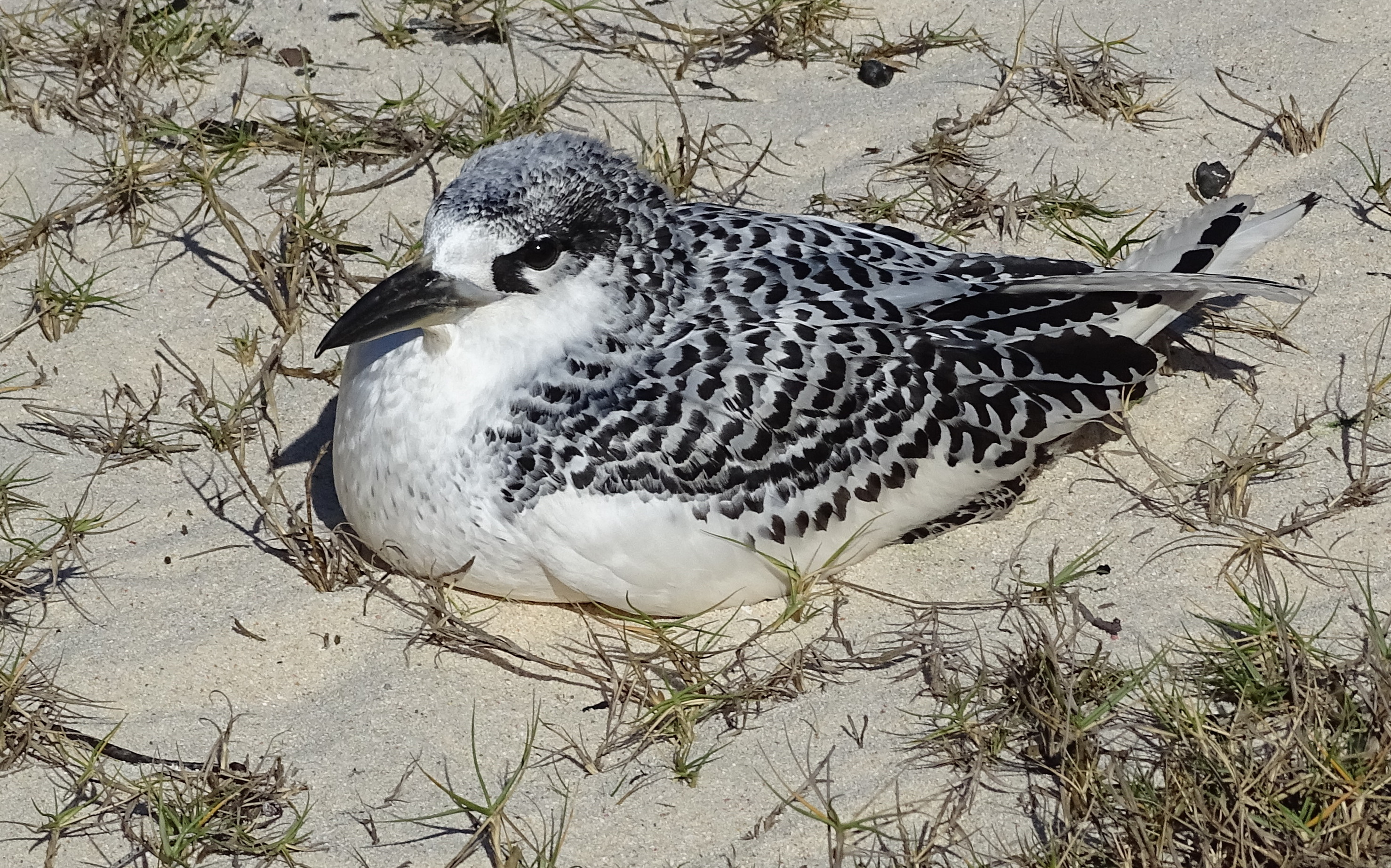
Ave jovem em Nosy Ve, Madagascar

A espécie é territorial até certo ponto, defendendo agressivamente o local do ninho e bicando o raio ao redor dele, começando cerca de três meses antes da reprodução.  pássaros são mais agressivos em colônias com muitas aves ou quando locais adequados para ninhos são menos comuns. Eles adotam uma postura de defesa, que consiste em levantar o úmero e aproximar os punhos, puxar o pescoço para o corpo e balançar a cabeça para os lados, afofar as penas da cabeça e grasnar. Golpes e lutas podem acontecer, os dois combatentes travando os bicos e lutando por até 90 minutos. 
A escolha do companheiro provavelmente se baseia parcialmente no comprimento das flâmulas da cauda, sendo que um pássaro com flâmulas mais longas é mais atraente como parceiro. Este rabo-de-palha também provavelmente se acasala de forma preferencial para o comprimento da cauda da cauda, o que significa que os parceiros provavelmente têm serpentinas de comprimento aproximadamente igual.
Antes da procriação, os machos iniciam uma exibição aérea de cortejo, voando em grandes círculos, alternando entre planar, curtos períodos de batimento rápido das asas e voo baixo a poucos metros da água, enquanto fazem gritos estridentes. Voando inicialmente em pequenos grupos, os pássaros formam pares para repetir a exibição aos pares antes de se unirem. Depois que os pares estabelecem um ninho, eles não executam a exibição. 
O momento da reprodução depende da localização; em alguns lugares, os pássaros se reproduzem em uma estação de reprodução definida, enquanto em outros, não há nenhuma. Ao sul da linha do equador, a última condição provavelmente é verdadeira. Em ilhas próximas ao equador, a postura geralmente ocorre de junho a novembro, a maioria dos filhotes emplumam por volta de janeiro a fevereiro. Na Ilha Christmas, a reprodução ocorre em momentos diferentes em diferentes partes da ilha devido às condições climáticas prevalentes. Algumas aves podem permanecer no local de reprodução durante todo o ano. Na ilha subtropical de Lady Elliott, perto de Queensland, eles fazem ninhos no inverno, o que os cientistas acham que pode ser programado para evitar os tempos comuns de reprodução da maioria das espécies migratórias de aves marinha. Ainda não se sabe muito sobre seus hábitos.
A fêmea do rabo-de-palha-de-cauda-vermelha põe um único ovo, que ambos os pais incubam por 42 a 46 dias. O macho geralmente dá o primeiro turno no ovo depois que ele é posto. Variando de 5,4 a 7,7 centímetros de comprimento  e 4,5 a 4,8 centímetros de largura, os ovos ovais são castanho-claros com manchas marrons e vermelho-pretas que são mais proeminentes na extremidade maior. 
Nascidos indefesos e incapazes de se mover (nidícolas e semialtriciais), os pintinhos são inicialmente cegos, abrindo os olhos após 2–3 dias. Até a idade de uma semana, eles abrem o bico apenas ao toque, então os pais têm que acariciar a base do bico para iniciar a alimentação. A alimentação ocorre uma ou duas vezes ao dia, geralmente por volta do meio-dia. Eles são constantemente ciuidados pelos pais até a idade de uma semana, após o que são protegidos sob as asas dos pais. Eles também se levantam e ficam de bico aberto com qualquer pássaro próximo para se alimentar.  Ambos os pais alimentam os filhotes, enfiando o bico no do filhote e regurgitando a comida. Cobertos inicialmente com penugem cinza ou branca, eles crescem suas primeiras penas - escapulários - aos 16-20 dias. Seus pés e bicos crescem rapidamente, ultrapassando o resto de seus corpos. Filhotes permanecem no ninho por 67 a 91 dias até emplumar.

### Alimentação
O rabo-de-palha-de-cauda-vermelha é principalmente uma ave mergulhadora, mergulhando em qualquer lugar de uma altura acima da água de 6 a 50 metros até  a uma profundidade de cerca de 4,5 metros, embora isso possa mudar sazonalmente. Ao mergulhar, ele permanece brevemente submerso - um estudo na Ilha Christmas apresentou um tempo médio de 26,6 segundos - geralmente engolindo sua presa antes de emergir. O rabo-de-palha-de-cauda-vermelha às vezes pega peixes-voadores no ar.
Durante a incubação, as viagens de forrageamento são relativamente longas, com uma excursão média de 153 horas. Essas viagens são para áreas muito produtivas. Após a eclosão dos filhotes, por outro lado, os pais adotam uma estratégia em que um fazem viagens longas (em média cerca de 57 horas) para se alimentar, e o outro faz viagens curtas (cerca de três horas de duração) para alimentar os filhotes. A bimodalidade da duração das viagens de forrageamento provavelmente ocorre porque é o equilíbrio ideal entre a alimentação própria e a dos pintinhos. Na Ilha Christmas, as aves geralmente procuram alimentos em alto-mar no início da manhã e mais perto da costa à tarde.
Lulas e peixes voadores constituem grande parte da dieta desta ave, juntamente com alguns crustáceos, dependendo da localização. O trabalho de campo no Canal de Moçambique revelou que a dieta das aves ali era principalmente de peixes em termos de massa, mas igual número de peixes e lulas em termos de número. Os peixes registrados incluem o peixe-voador de asa de espelho (Hirundichthys speculiger) e o peixe-voador de barbatana (Cheilopogon furcatus) e várias outras espécies não identificadas da família de peixes-voadores Exocoetidae, a dourada-amarela (Coryphaena equiselis ) e dourado-do-mar (C. hippurus), peixes-agulha, incluindo o Tylosurus crocodilus, e membros não identificados das famílias Hemiramphidae, Scombridae e Carangidae. A lula voadora roxa (Sthenoteuthis oualaniensis) foi de longe o cefalópode mais comum comido, seguido pelo polvo de manto comum (Tremoctopus violaceus). Um estudo de campo no Havaí descobriu que peixes-voadores dominavam as espécies de presas, o peixe-voador tropical de duas asas (Exocoetus volitans) e membros do gênero Cypselurus proeminente, seguido por lulas da família Ommastrephidae, incluindo a lula voadora roxa e a lula de vidro (Hyaloteuthis pelagica) e peixes carangídeos, incluindo Decapterus macrosoma. O rabo-de-palha-de-cauda-vermelha também foi registrado comendo baiacus (Diodontidae), embora os adultos tenham ficado incomodados quando o peixe inflou, resultando em sua regurgitação urgente.
Um voador forte com boca e bico grandes, o rabo-de-palha-de-cauda-vermelha pode carregar presas relativamente grandes para seu tamanho, e aves com filhotes comumente carregando douradas que pesavam 120 g - 16% de seu próprio peso - para seus filhotes.

### Regulação de temperatura
Ao incubar durante o dia em um ninho à sombra, esta ave tem uma temperatura corporal média de 39 graus Celsius, em comparação com sua temperatura média durante a incubação à noite de 37,1 graus. A diferença provavelmente se deve aos níveis de atividade, já que a temperatura do ar durante esses períodos não difere significativamente com uma ave no ninho. Depois de voar, a temperatura corporal média é de 40,9 graus. A temperatura dos pés é sempre inferior à temperatura corporal durante o voo, mas sempre superior à temperatura do ar. Assim, os pés provavelmente são usados para dissipar o calor durante o voo.

## Relação com humanos
As flâmulas da cauda do rabo-de-palha-de-cauda-vermelha eram muito apreciadas pelos Maori. A tribo Ngāpuhi da região de Northland procurava e as coletava de pássaros mortos ou perdidos que chegavam à costa após ventos fortes de leste, trocando-as por pedras verdes com tribos do sul. O naturalista inglês Andrew Bloxam relatou que as penas eram valorizadas no Havaí, onde os habitantes locais as arrancavam dos pássaros enquanto faziam seus ninhos.

## Status

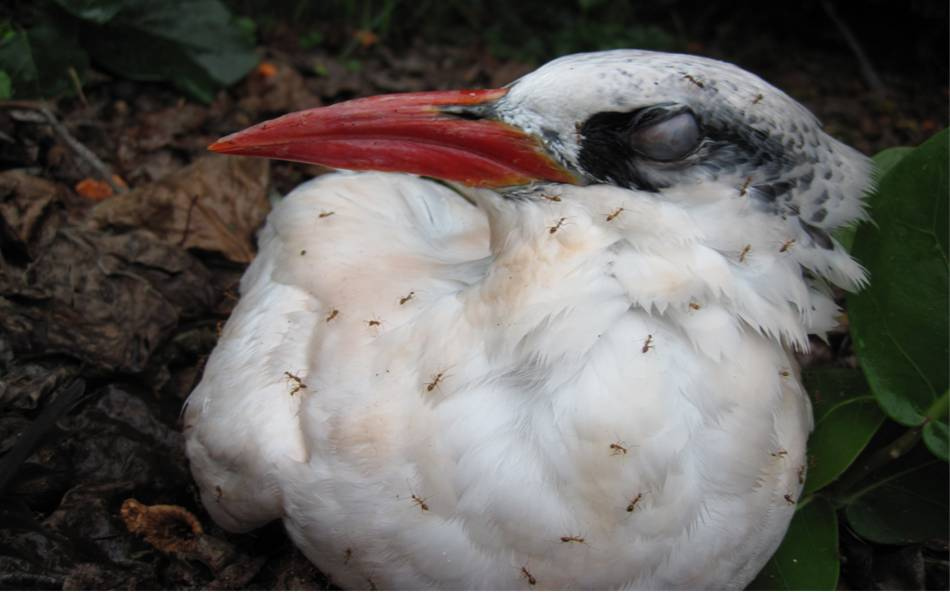
Sendo cercado por formigas amarelas loucas, Atol Johnston

O rabo-de-palha-de-cauda-vermelha é classificado como uma espécie pouco preocupante de acordo com a IUCN devido à sua grande área de abrangência de até 20 mil quilômetros quadrados. A população no Pacífico oriental foi estimada em até 80 000 pássaros com um mínimo de 41 000 pássaros. Cerca de 9 000 pássaros se reproduzem na Ilha Europa, e 9 000-12 000 se reproduzem nas ilhas havaianas. A presença humana geralmente afeta as espécies adversamente, pela destruição do habitat ou introdução de pragas. Na Austrália, é classificado como quase ameaçado, devido a quedas inesperadas em algumas populações, o impacto de humanos e a formiga amarela louca que invadiu a Ilha de Christmas. Ele está listado como vulnerável em New South Wales.
Predadores registrados na Austrália Ocidental incluem grandes aves de rapina, como a águia-marinha de barriga branca (Haliaeetus leucogaster) e a águia-pesqueira oriental (Pandion cristatus), enquanto gaivotas prateadas e corvos (Corvus spp.) invadem ninhos para atacar ovos e filhotes. Rabos-de-palha-de-bico-vermelho (P. aethereus) errantes foram implicados na perda de ovos de ninhos no Havaí. Cães e gatos selvagens atacam pássaros em nidificação na Ilha Christmas, enquanto os gatos selvagens são um problema grave na Ilha Norfolk. Ratos têm sido um problema sério no Atol Kure, causando grandes perdas. Formigas amarelas loucas foram descobertas no Atol Johnston, no norte do Oceano Pacífico, em 2010; hordas de formigas invadem áreas de nidificação e podem cegar as vítimas com seu spray.
Também no Atol Johnston, o Sistema de Descarte de Agentes Químicos do Atol Johnston (JACADS) estava queimando armas químicas armazenadas até 2000. Foi estudado durante oito anos para ver se havia efeitos de contaminantes potenciais. Pareceu não haver impacto sobre a sobrevivência durante o período de estudo, embora as aves jovens vindas a favor do vento da planta fossem menos propensas a retornar lá do que aquelas contra o vento da planta - possivelmente devido à vegetação mais intacta no último local.
Cientistas que estudaram a ave na Ilha Lady Elliot, na costa de Queensland, em 2020, dizem que a falta de conhecimento sobre seus hábitos e populações significa que eles não sabem quantas mudanças ambientais estão afetando suas populações. O estudo inclui a coleta de amostras de DNA, anilhamento de novos filhotes e adaptação de pássaros com rastreadores de satélite, em uma tentativa de descobrir mais sobre seus movimentos.